# Полуостров Делимара
Полуо́стров Делима́ра (мальт. Dellimara) — полуостров, расположенный на юго-восточной оконечности острова Юго-Восточного региона Мальты, образующий половину побережья Марсашлокка в заливе Марсашлокк. Города Марсашлокк и Биржеббуджа расположены на расстоянии 2,77 километра (1,7 миль) и 1,97 километра (1,2 миль) от берега соответственно. Он наиболее известен как место расположения главной электростанции на Мальте — электростанции Делимара.
Полуостров также известен двумя своими бухтами, популярными у туристов: Бассейн Святого Петра и залив Каланка. На полуострове также можно найти: маяк, британский форт и остатки батареи госпитальеров.